# Appaloosa
El terme appaloosa correspon a una "raça" de cavalls criada segons les normes d'una associació fundada a Idaho (Estats Units) l'any 1938 : Appaloosa Horse Club. Aquesta associació volia preservar els cavalls de la tribu nez percé gairebé extints. Un aspecte important en els appaloosa actuals és el del seu pelatge, anomenat "pigat" o "appaloosa" (en minúscula). Hi ha altres races de cavalls amb aquest pelatge "appaloosa". En alguns casos com a color exclusiu i en altres com a pelatge ocasional o freqüent al costat d'altres colors. El cavall AraAppaloosa és la raça que va resultar de l'encreuament del cavall àrab amb el cavall appaloosa.

## Origen
El més important és l'Appaloosa Horse Club amb seu a Moscow (Idaho). Fou fundat l'any 1938 per Claude J. Thomson un ranxer originari d'Oregon. La idea inicial era de recuperar les qualitats perdudes de la raça original amb encreuaments amb estalons àrabs. Uns quants noms són esmentats pels estudiosos del registre Appaloosa: Messaud, Red Eagle, ... Els cavalls resultants foren anomenats "Foundation Appaloosa". Cavalls més aviats fins amb la cua molt esparsa ("rat tail" en anglès, "cua de rata") i la crinera escassa. Aquesta característica era desitjable en cavalls que havien de marxar per boscos i matollars, en els quals una crinera i una cua massa poblades es podien enganxar amb facilitat.
Les normes del registre, que autoritzaven (i encara admeten) encreuaments amb Quarter Horse i altres races varen portar que la majoria de cavalls Appaloosa registrats (estimada en un 95%) sigui del tipus Quarter i únicament un 5% mantingui el tipus i la genealogia fundacional. Aquesta «evolució» del tipus de la raça ha estat criticat per alguns experts.
Les característiques físiques dels cavalls registrats a la ApHC són, en general, equivalents a les dels cavalls Quarter. Amb un pelatge pigat, els unglots viats foscos i clars i els ulls parcialment blancs.
L'alçada a la creu és d'1,44-1,55 m i el pes oscil·la entre els 400-500 kg.
Amb l'intent de mantenir el tipus i la sang originals, l'any 1997 s'inicià el Foundation Appaloosa Registry.

## Història

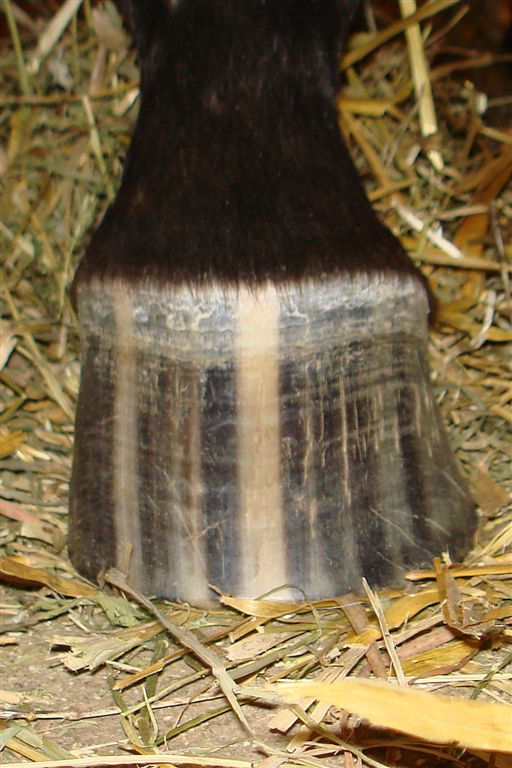
Els unglots viats o ratllats verticalment amb bandes fosques i clares són característiques imprescindibles per a registrar un cavall Appaloosa.

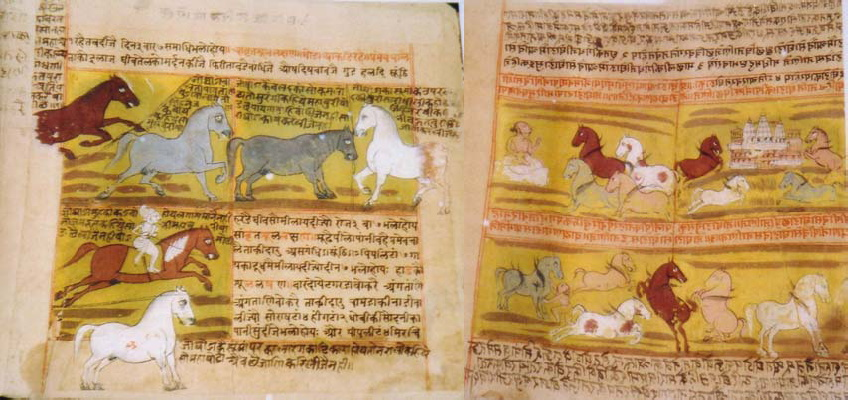
Imatge d'un cavall de pelatge pigat en un còpia manuscrita de l'obra de Shalihotra. Les pàgines són del.

Hi ha nombroses referències verificades de cavalls pigats per tot el món en diverses èpoques.
Les pintures rupestres de Lascaux no són concloents. Però si que hi ha una estatueta xinesa i pintures xineses molts antigues que representen cavalls de pelatge lleopard. Aquests cavalls xinesos serien els famosos "Cavalls celestials" de Ferghana, emparentats amb els antics cavalls niseus i els moderns akhal teke. També a l'Índia antiga hi ha constància de cavalls tigrats.
Els cavalls Appaloosa actuals són descendents dels que criaren els nez percé. Aquells cavalls eren descendents dels cavalls introduïts pels conqueridors espanyols. Si més no de forma predominant. Hi ha una versió sobre cavalls pigats aportats per comerciants russos que, si es verifiqués, indicaria una aportació a considerar. (L'única manera de saber l'origen asiàtic d'una suposada influència russa és una verificació mitjançant proves d'ADN. És més versemblant que els colons russos compressin cavalls espanyols a l'Alta Califòrnia per a comerciar amb les tribus costaneres del Nord que pensar en un transport per mar des de Rússia).

## Abast
Els cavalls amb pelatges pigats són molt antics. Sense que hagin estat númericament importants la seva presència ha estat documentada en diverses èpoques i en diversos indrets al llarg de la història.
La referència més antiga que donen alguns experts és la de les pintures rupestres de cavalls "pigats" a les coves de Lascaux i similars. Sense desestimar la possibilitat de cavalls salvatges de pelatge lleopard, cal admetre que els cavalls pintats "amb punts" podrien correspondre a cavalls liarts rodats.
Una altra pintura que es posa com a exemple data de l'Egipte dels faraons: la tomba de l'escriba Menna (circa 1390 aC). Una de les pintures mostra un cavall que podria ser de pelatge pigat lleopard o de pelatge tacat. Alguns diuen que el cavall llegendari Rakush o Raksh ("Llampec") de l'heroi Rustam era de pelatge tigrat ("El seu mantell era semblant a un sòl de color safrà cobert de pètals de rosa"). La metàfora podria correspondre a un pelatge castany rodat.
En diversos punts de la Ruta de la Seda hi ha restes arqueològiques amb pintures antigues de cavalls pigats. Una estatueta de porcellana xinesa representa un cavall lleopard de pelatge alatzà amb la gropa blanca i taques fosques. (Dinastia Tang. Tomba propo d'Astana. Segle VIII.)
Entre els colors de cavalls esmentats per Pal·ladi i Sant Isidor de Sevilla figura el terme "guttatus" interpretat com la variant lleopard dels pelatges pigats.
Algunes pàgines web esmenten documents sobre la batalla de Falkirk (Escòcia, 1298) i parlen d'un cavall de Powys de pelatge "spotted" i "venut" per Robin o Robert FitzPayn al rei Edward I d'Anglaterra.
(De fet els documents anteriors, coneguts amb el nom genèric de "Rolls of horses", no eren documents de venda. El que es tractava era d'avaluar i registrar els cavalls abans d'una campanya per a poder cobrar la seva indemnització en cas de pèrdua). No hi ha cap FitzPayn en els documents indicats. Ni cap cavall de pelatge pigat clarament identificat. A la pàgina 299 (349 de 396) s'identifica "Roberto filio Pagani" amb "Robert FitzPayn". I la pàgina 171 indica el pelatge del destrer d'aquest baró de Lammer : "unum dextrarium sorum bauzain...cum stella in fronte,...precii C marc.".
(Un destrer sor bausà amb estel al front ...estimat en 100 marcs).
Una aproximació provisional als cavalls de pelatge lleopard i els cavalls relacionats amb la cultura àrab (cavalls de pura raça àrab o no) pot ser la següent:
- Segons l'Alcorà a la batalla de Badr arcàngels cavalcant cavalls pigats (o tacats) ajudaren els combatents islàmics.[18]
- Un diccionari àrab-francès-anglès sembla indicar de forma clara l'existència d'un adjectiu àrab per als pelatges pigats.[19]
- En l'obra cabdal sobre els cavalls "El Nacerí" (Abú Bekr ben Bedr, al voltant de l'any 1300) entre els pelatges clapats ("ablak" en àrab) hi ha dues varietats que corresponen a pelatges pigats.[20]

L'any 1224 Genguis Kan fou obsequiat pel poble Tushi (Tutxètia ?) amb 100.000 cavalls, 20.000 dels quals eren de pelatge pigat.
La presència de cavalls pigats ha estat tractada diverses vegades de forma genèrica i resumida. Miguel Odriozola (1951) escrigué sobre pelatges "atigrados" i "chubaríes" entre els cavalls mongols, kirguisos, tibetants, birmans, ...i, a partir del barroc a Àustria, Suècia, Dinamarca, Lipizza.
Algunes pàgines webs fan igual, mostrant imatges molt interessants.
També en una de les obres del Dr. Sponenberg hi ha un resum important que cita races de cavalls poc conegudes (Tanno Tuva) i la postura d'un genetista sobre els cavalls de pelatge lleopard.

### Cavalls pigats espanyols
Hi ha referències molt antigues de cavalls tigrats o pigats a l'Espanya peninsular.
Malgrat això la majoria d'autors es decanta per un origen danès dels cavalls d'aquest pelatge.

### Tribu Nez Percé
Quan l'expedició de Lewis i Clark es va trobar amb els nez percé, Meriwether Lewis pogué comprovar que tenien uns cavalls excel·lents. Només uns quants d'aquests cavalls eren de pelatge pigat o lleopard (aproximadament un 10%).
Els Nez Percé eren una tribu més aviat pacífica dedicada a la pesca, l'agricultura i la cria de cavalls. L'arribada de buscadors d'or el 1860 i de colons el 1870 els va obligar a signar una sèrie de tractats (entre 1855 i 1870) cedint el 90% del seu territori. Vivien en la part que els quedava, la vall de Wallowa (Oregon), quan foren requerits- una altra vegada - a abandonar-lo a les bones o per força a canvi de viure en una reserva. El seu cabdill Joseph tractava de negociar un nou tractat quan uns colons il·legals foren abatuts per un petit grup de Nez Percé. Després de combats als rius Salmon i Clearwater, la tribu va decidir fugir per a refugiar-se al Canadà. Un total d'unes 800 persones, que incloïa una minoria de 125 guerrers, i uns 2000 cavalls començaren una marxa memorable.
La fugida va durar uns tres mesos amb un recorregut d'uns 2600 km, per tota mena de terrenys passant pels actuals estats d'Oregon, Washington, Idaho, Wyoming i Montana. Cent cinquanta guerrers amb llurs famílies perseguits per 2000 soldats americans i uns quants indis col·laboradors. La batalla final fou lliurada a menys de 60 km del Canadà. Durà 5 dies i va concloure amb la rendició del cabdill Joseph al general Nelson A. Miles el 5 d'octubre de 1877. Des del punt de vista hípic cal tenir en compte que els cavalls dels Nez Percé no anaven ferrats.
Immediatament després de la rendició dels Nez Percé les tropes americanes del 7è de Cavalleria prengueren possessió dels cavalls dels indis (aproximadament un miler). Un cop venuts uns quants la resta foren abatuts a trets.
Els Nez Percé foren deportats a una reserva situada a Idaho i els obligaren a criar cavalls de tir amb les poques egües que els deixaren.

## Races amb pelatge pigat
- AraAppaloosa.
- British Spotted Pony.
- Cavall Altai.[30]
- Cavall Karabair.
- Cavall miniatura.
- Cavall mongol.
- Cavall Knabstrup.[31][32]
- Colorado Ranger.[33]
- Falabella.
- Mustang.
- Cavall nez percé, modern.
- Noriker Pinzgauer.
- Poni de les Amèriques.
- Spanish Jennet. Cavalls espanyols de jineta.
- Tiger Horse
- Walkaloosa.